# Bonanza (Oregon)
Bonanza – miasto w Stanach Zjednoczonych, w stanie Oregon, w hrabstwie Klamath.